# Saltholm
Saltholm (en danés: islote de la sal) es una isla danesa en el Øresund, el estrecho que separa a Dinamarca y Suecia. Se encuentra al este de la isla danesa de Amager en el municipio de Tårnby y se encuentra justo al oeste de la frontera marítima entre Dinamarca y Suecia. Tiene 7 km de largo y 3 km de ancho, cubriendo un área de 16 km², lo que la convierte en la 21.ª isla más grande de Dinamarca.
Saltholm es muy plana; su punto más alto se encuentra a solo 2 m sobre el nivel del mar, lo que lo hace vulnerable a las inundaciones si los vientos del este persistentes causan una marejada en el mar Báltico. Es una masa terrestre relativamente nueva en términos geológicos, que se elevó desde el mar hace unos 4 000 años debido al ajuste postglacial, y está rodeada por una gran área de aguas poco profundas (de 2 m de profundidad o menos) que cubre un área de 28 km². Una serie de islotes, ensenadas y depósitos de rocas de la última edad de hielo aparecen en el extremo sur de la isla.
Su isla vecina al sur es la isla artificial Peberholm (islote de pimienta), que forma parte del puente Øresund y fue nombrada para complementar Saltholm.

## Historia
Los seres humanos han vivido en pequeñas cantidades en Saltholm desde la Edad Media y probablemente antes. La población varió desde un máximo de 298 personas en 1916, cuando la isla fue fortificada durante la Primera Guerra Mundial, hasta solo cinco personas en enero de 2008. Los habitantes actuales administran la granja Holmegård en una reserva natural en el noroeste de la isla para mantener el pasto para anidar aves.
La existencia de la isla se certifica por primera vez en 1230, cuando se registra que el rey Valdemar II de Dinamarca entregó Saltholm al obispo Niels Stigsen de la sede de Roskilde. Durante siglos, la isla se utilizó para extraer piedra caliza, que se usó en las cercanías de Copenhague y en otros lugares; en 1289, se ha registrado que el señor de la ciudad de Copenhague otorgó los derechos de extracción en Saltholm y la extracción continuó hasta 1935. La isla también se usaba tradicionalmente como tierra de pastos para el ganado de la gente de la cercana isla danesa de Amager. Las vacas de Saltholm fueron conmemoradas a finales del siglo XIX por el pintor danés Theodor Philipsen, quien viajaba con frecuencia a la isla para pintar su ganado y paisajes sin árboles.
Saltholm se usó como estación de cuarentena entre 1709 y 1711, cuando Copenhague sufrió brotes de peste y cólera. Los viajeros que deseasen desembarcar en la ciudad debían permanecer en cuarentena en la isla durante 40 días. En 1873, una empresa privada, la Saltholmlaug, adquirió la isla del estado y todavía la posee.
La posición de la isla en medio del Øresund le dio cierta importancia militar durante las dos guerras mundiales. En 1912, el gobierno danés construyó el Flakfortet (fuerte de arena y arena) en las arenas de Salthom Flak, justo al norte de la isla, estacionando una cantidad de piezas de artillería que varían en calibre de 47 mm a 290 mm. La mayoría de las armas estaban montadas en carros de barbeta y protegidas por escudos blindados y terraplenes de hormigón y tierra. El fuerte todavía estaba activo al comienzo de la Segunda Guerra Mundial; aunque viejas, sus armas aún eran vistas como un fuerte elemento disuasivo.
Saltholm fue el sitio de un incidente que resultó en la pérdida del submarino británico HMS E13, que se estrelló en la isla el 17 de agosto de 1915 debido a una brújula defectuosa. Dos días después, dos destructores alemanes atacaron el submarino cuando aún estaba varado en la costa mientras la tripulación trabajaba para volver a flotar el barco. Quince de los submarinistas murieron antes de que los torpedos daneses intervinieran para disuadir a los atacantes. La violación de la neutralidad del país indignó al gobierno danés, lo que provocó una protesta diplomática a los alemanes, y las bajas recibieron funerales oficiales de alto perfil por parte de la marina danesa. La tripulación sobreviviente estuvo internada en Dinamarca hasta el final de la guerra en noviembre de 1918, y el submarino destruido fue desechado. El comandante de la E13, el teniente comandante Geoffrey Layton, tuvo una carrera distinguida en la Royal Navy y comandó la Flota Británica del Este durante la Segunda Guerra Mundial.
La isla fue considerada durante muchos años como una posible ubicación para un nuevo aeropuerto internacional y enlace fijo entre Dinamarca y Suecia. El cercano aeropuerto de Copenhague en Kastrup ha sido durante mucho tiempo el aeropuerto más ocupado de Escandinavia, pero ha sufrido una gran escasez de espacio y su proximidad a las áreas edificadas. En 1965, el Consejo Nórdico acordó en principio construir un nuevo aeropuerto internacional en Saltholm, reemplazar el aeropuerto de Kastrup y construir un enlace puente-túnel a través de la isla para conectar Copenhague y Malmö. La propuesta fue fuertemente apoyada por Scandinavian Airlines System, el principal usuario del Aeropuerto de Copenhague. El plan preveía construir dos pares de pistas, que transportarían hasta 20 millones de pasajeros al año para 1990. Un puente de 9 km lo conectaría con Malmö y un túnel de 5 km se conectaría con Kastrup en el lado danés. El costo del proyecto fue de 250 millones de libras en 1967 (3.400 millones de euros a precios de 2009).
El plan fue aprobado por el parlamento danés en 1969 y su finalización fue programada para 1985. Sin embargo, se retrasó repetidamente; los factores contribuyentes incluyeron la crisis del petróleo de 1973 y sus consecuencias económicas, una caída en los viajes aéreos y la oposición de los activistas preocupados por el impacto en el frágil medio ambiente en el Øresund y alrededor de la isla. El plan se abandonó en 1979 y, en cambio, se invirtió en el aeropuerto de Copenhague. Cuando finalmente se construyó el enlace fijo de Øresund en la década de 1990, se desvió 1 km al sur de Saltholm para evitar dañar la isla y las aguas poco profundas circundantes.

## Lecturas relacionadas
- Niels Houkjær: Saltholm in De danske øer - En lystrejse til Danmarks småøer, S. 151 ff., Nordisk Forlag A/S, Kopenhagen 2006, ISBN 87-02-04176-6